# Lúcio Cornifício
Lúcio Cornifício (em latim: Lucius Cornificius) foi um político da gente Cornifícia da República Romana nomeado cônsul em 35 a.C. com Sexto Pompeu. Por seu pronome, provavelmente era filho do Lúcio Cornifício que foi o acusador de Tito Ânio Papiano Milão.

## Carreira

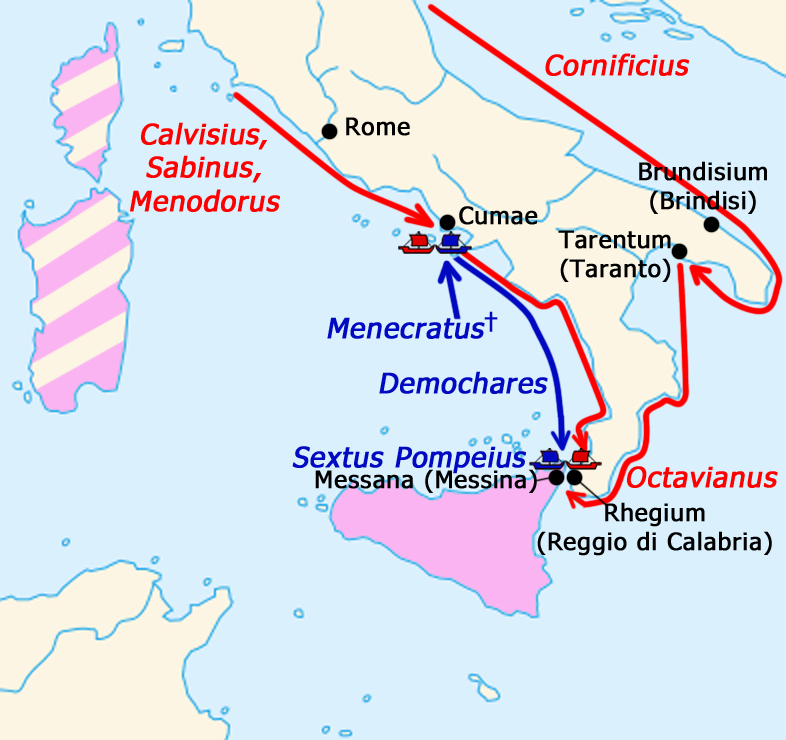
Campanha de 38 a.C. da Revolta Siciliana.
Território de Sexto Pompeu (territórios passados a Otaviano e Menodoro antes da guerra estão pintados de rosa e bege);↗ — Ações de Otaviano e seus almirantes;
↗ — Ações dos almirantes de Sexto Pompeu.

Cornifício foi tribuno da plebe em 43 a.C. e foi o responsável pela acusação de Marco Júnio Bruto no tribunal que julgou os assassinos de Júlio César, um marco na aplicação da Lex Pedia. Em 38 a.C., Otaviano lhe entregou o comando da frota que enfrentou Sexto Pompeu durante a Revolta Siciliana e Cornifício se destacou por suas habilidades militares nas batalhas travadas nas costas da Sicília, chegando inclusive a capturar o nau capitânea de Demócares, o almirante da frota pompeiana.
Dois anos depois, assumiu o comando de parte de um exército que desembarcou na Sicília e conseguiu enfrentar com sucesso a difícil missão de levar suas tropas, compostas por três legiões, sãs e salvas de Tauromênio até Milas, onde estava o exército de Marco Vipsânio Agripa depois de romper um cerco de tropas pompeianas. Pelos serviços prestados, foi nomeado cônsul em 35 a.C. com Sexto Pompeu. Seguindo o costume da época, abdicou na metade do mandato e assumiu o governo da África, provavelmente como procônsul, cargo que ocupou até 32 a.C., quando, já de volta a Roma, celebrou um triunfo em 3 de dezembro.
Conta-se que Cornifício se considerava no direito, por ter salvo a vida de seus soldados na Sicília, de se locomover até sua casa em Roma montado num elefante cada vez que jantava fora. Como outros generais de Augusto, foi compelido a investir parte de seu patrimônio para embelezar a cidade e construiu o Templo de Diana, no monte Aventino.
A ele é atribuída a obra "Rhetorica ad Herennium", mas é possível também que ela tenha sido obra de Quinto Cornifício, o Jovem, ou outro membro da família.